# Thụy Thanh
Thụy Thanh là một xã thuộc huyện Thái Thụy, tỉnh Thái Bình, Việt Nam.

## Vị trí
Xã Thụy Thanh nằm ở phía Bắc huyện Thái Thụy, tỉnh Thái Bình. Cách trung tâm thành phố Thái Bình 15 km. Cách Hà Nội 120 km.
Địa giới hành chính xã Thụy Thanh phía Đông giáp với các xã Thụy Phong, Thụy Duyên huyện Thái Thụy, phía Tây giáp xã Đông Kinh huyện Đông Hưng, xã Đông Tân (Đông Hưng) ở phía Nam, xã Đông Cường huyện Đông Hưng và xã Đồng Tiến huyện Quỳnh Phụ ở phía Bắc.

## Hành chính
Trước kia xã Thụy Thanh cùng với xã Thụy Duyên gộp thành xã Nghĩa Hưng huyện Thụy Anh tỉnh Thái Bình.
Hiện nay,xã Thụy Thanh có hiện nay có 4 làng là: Vô Hối Đông, Vô Hối Tây, Khúc Mai, Thanh Do (trước là thôn Thanh Do thuộc tổng Hóa Tài).

## Đặc điểm xã
Xã Thụy Thanh có con sông Diêm Hộ chảy qua. Cầu Vô Hối nối Thụy Thanh cũng như phía Bắc huyện Thái Thụy với huyện Đông Hưng và thành phố Thái Bình.
Thụy Thanh là xã thuần nông, chủ yếu là trồng lúa nước kết hợp với sản xuất vụ đông và chăn nuôi.
Đường 456(đường 39B) là tuyến đường quan trọng của tỉnh Thái Bình, chạy qua xa Thụy Thanh với chiều dài hơn 2 km.
Các di tích lịch sử ở địa phương là: Đền Vô Hối nơi thờ 1 nữ tướng thời Trưng Vương, Miếu Sở Khúc Mai, Đền Hộn thờ Hỗn Xuyên Uyên Tế Đại Vương, Đình Thanh Do (Thanh Du) Đình Vô Hối

## Các dòng họ chính
Có các dòng họ chính sống cùng nhau như họ Nguyễn Đình, Nguyễn Tiến,Nguyễn Hữu, Phạm Đình, Nguyễn Ngọc, Phạm Duy, Nguyễn Văn, Nguyễn Duy, Nguyễn Quang, Đỗ Văn, Phan Liên, Nguyễn Công, Phan Văn...